# Голосник
Голосни́к, голосники́ — керамические сосуды или камеры небольших размеров, использовавшиеся в кладке стен или сводов, обращённые горловинами в сторону внутреннего пространства постройки.
Голосниками также называются круглые или фигурные отверстия на деке струнных музыкальных инструментов — гуслях, домре и др.

## Применение в строительстве
Использование в кладке голосников с их сферической пустотелой формой (в отличие от кирпича и камня) значительно облегчает давление на несущие части здания, в частности на своды как наиболее хрупкие элементы постройки. Кроме того, опять же благодаря пустотелости, они призваны повысить акустические свойства возводимого помещения.
Несмотря на то, что большая часть заложенных в стену сосудов не имела прямого выхода горловины во внутреннее пространство здания, некоторые из голосников располагались именно так. Кроме того, например, конструкции куполов комплекса дворца Мангана в Константинополе (IX—XII вв.) заполнены уложенными без скрепляющего раствора амфорами, что позволяет звуку резонировать и во внутреннем пространстве кладки. «Резонаторы» (голосники) использовались и в западноевропейском средневековом строительстве, но наиболее раннее применение отмечается в византийском зодчестве.

## Древнерусское зодчество
Голосники также активно использовались в древнерусском каменном строительстве.
Судя по археологическим находкам, подобные сосуды применялись уже в древнейшей киевской Десятинной церкви, при строительстве множества храмов в Новгороде, Пскове, Смоленске, Полоцке, Переяславле, Волыни, Чернигове и др.
Сами сосуды могли быть привозными (в виде греческих амфор) и изготовленными на месте, как правило, специально для строительства. Чаще всего в кладке обнаруживаются сосуды обоих типов. Сосуды местного производства отличаются вытянутым прямым горлом. Их изготавливали из хорошо отмученной глины и сильно обжигали. Внутри на негладкой поверхности прослеживаются следы ленточного налепа.
Особенным образом применялись голосники в гродненской архитектурной школе. В стенах Коложской церкви, начиная с высоты около 1,5 м, располагаются многочисленные сосуды, обращённые отверстиями внутрь помещения. Большое их количество указывает на то, что они применялись здесь в основном в строительных целях, поскольку для улучшения акустики достаточно небольшого набора сосудов, размещенного в парусах. Пример гродненских храмов позволяет предполагать, что в их случаях голосники использовались также как элемент декора, поскольку стены гродненских храмов изнутри не были оштукатурены.
Голосники совершенно не применялись в галицком и владимиро-суздальском зодчестве. В Суздале обломки голосников были обнаружены только в останках Мономахова собора, построенного южнорусскими мастерами.